# Abd ar-Rahman Gawrang II
 (mars 2025).
 Abd ar-Rahman Gaourang II (également Gaorang ou Gwaranga, né vers 1858 et mort en 1918) fut Mbang du Bagirmi de 1885 à 1918. Il est arrivé au pouvoir à un moment où le sultanat était en déclin terminal, soumis à la fois au royaume du Ouaddaï et à celui du Kanem-Bornou. En 1893, le chef de guerre soudanais Rabah en fit son vassal. En 1897, Gaourang signa un traité qui fit de son sultanat un protectorat français. Après la défaite finale de Rabah en 1900, il régna comme vassal des Français au Tchad jusqu'à sa mort en 1918.

## Les premières années

La région du lac Tchad en 1890 - Bagirmi surligné en rose

Le sultanat du Bagirmi était situé sur la rive est du Chari, au sud du lac Tchad. Au XIXe siècle, le Bagirmi, qui était autrefois une province de l'Empire du Kanem-Bornou au nord-ouest, était désormais disputé entre le Rouyaum du Kanem-Bornou et l'Empire du Ouaddaï au nord-est. À cette époque, le sultanat perdait rapidement son pouvoir. Il payait tribut, principalement en esclaves, au Rouyaum du Kanem-Bornou, au Rouyaum du Ouaddai, ou parfois aux deux. La principale source de revenus des habitants du Bagirmi était les raids d'esclaves perpétrés parmi le peuple Sara au sud.
Abd ar-Rahman Gaourang est né dans la famille régnante du Bagirmi vers 1858. En 1871, Ali, le kolak de l'Empire du Ouaddaï, s'empare de Massenya, la capitale du Rouyaume du Baguirmi. Les Ouaddaïs emmènent avec eux des «tisserands, des teinturiers, des tailleurs, des selliers, des princes et des princesses», dont des Gaourang. Abd ar-Rahman Gaourang a été élevé à la cour du Rouyaum du Ouaddaï. En 1883, le sultan Youssouf, qui avait succédé à Ali, le rétablit sur son trône. Il est alors devenu le 25e sultan de Baguirmi.
En 1886, le seigneur de guerre soudanais Rabah traversa le Chari et, en 1887, commença à effectuer des raids dans le sud du Bagirmi afin de capturer des esclaves. Gaourang tenta d'obtenir l'aide du Royaume du Kanem-Bornou contre Rabah, mais sans succès. En 1891, ce dernier envoya des messages à Gaourang demandant un commerce ouvert et des fournitures de tissus pour ses soldats. Gaourang était hostile en raison de la façon dont Rabah avait traité ses vassaux du sud et répondit par une invitation à la guerre. Les hostilités commencèrent au début de l'année 1893 et les forces de Gaourang furent battues lors de plusieurs affrontements avec Rabah. Ils firent une dernière résistance à Mandjafa, la deuxième capitale du Bagirmi, qui fut assiégée pendant cinq mois durant des affrontements intenses.
Gaourang a lancé un appel à l’aide à la fois au Kanem-Bornou et au Ouaddai. Le cheikh de Bornou, Hashimi bin Umar, refusa d'envoyer de l'aide, peut-être parce que le Bagirmi avait toujours résisté au paiement de tribut, mais aussi parce qu'il ne souhaitait pas s'engager avec Rabah. Le sultan Yusuf du Ouaddai, pour qui le Bagirmi était un État vassal important et qui avait perdu beaucoup de territoire au profit de Rabah, répondit à l'appel. Il envoya une grande force pour aider le Bagirmi, qui fut détruit par l'armée de Rabah. Mandafa se rendit, mais Gaourang s’échappa. Il resta un fugitif pendant plusieurs années. Rabah continua d'envahir le Kanem-Bornou, aidé par les principaux mahdistes de Bornu et du califat voisin de Sokoto.

## Assistant français

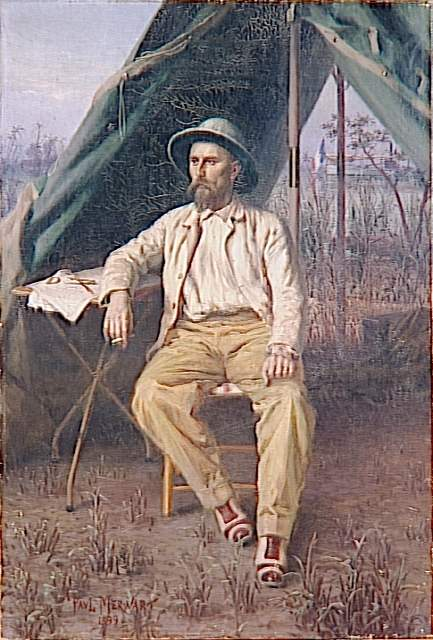
Émile Gentil signe le premier traité français avec Gaourang

En 1897, l'officier colonial français Émile Gentil se rendit au Chari via le Congo et l'Oubangui, puis au Bagirmi, où on lui apprit que Rabah était responsable de la mort de l'explorateur Paul Crampel. Gentil rencontra Gaourang et signa un traité faisant du Bagirmi un protectorat français.  Le sultan était censé payer des impôts aux Français, bien que le traité ne précise pas clairement comment ces impôts seraient collectés ni ce que le sultan pourrait conserver pour lui-même.  Le traité autorisait les raids d'esclaves sur la rive gauche du Chari.  Des dignitaires de Bagirmi et de Kouti accompagnèrent Gentil en France, où il put organiser une expédition militaire pour défendre ces territoires contre Rabah,,,.
Sentant son pouvoir être menacé par les Français, Rabah envahit le Bagirmi. Il attaqua la ville de Goulfei, massacrant presque toute sa population en punition de l'accueil qu'elle avait réservé à Gentil, puis menaça Gaourang dans sa capitale, Massenya. Gaourang, pressé par ses partisans d'abandonner la France et d'accepter la souveraineté de Rabah, quitta Massenya et se réfugia chez Pierre Prins à Kouno, que Gentil avait laissé comme résident avec Gaourang. Rabah retourna à Dikoa, sa capitale au Bornou, avec plus de 30 000 esclaves, parmi lesquels se trouvaient des sujets de Gaourang.
En juillet 1898, l'explorateur français Ferdinand de Béhagle rencontre Gaourang à Kouno.  De Béhagle poursuivit sa route et fut reçu par Rabah à Dikoa le 14 mars 1899.  Il fut bien traité au début, mais les deux hommes se disputèrent aussitôt.  Rabah voulut acheter les fusils de Béhagle, et quand celui-ci refusa, il le jeta en prison.  L'ancien officier de marine français Henri Bretonnet fut alors envoyé pour aider Gaourang. Il arriva à Gribingui le 30 mars 1899, puis se rendit à N'Délé où il fut l'invité du sultan as-Sanusi pendant trois semaines.  Senoussi avertit Rabah de l'approche de Bretonnet, qui mit aussitôt en alerte ses troupes,,,,,.
Bretonnet atteignit Gaourang à Kouno avec une petite force de 40 Sénégalais à la fin du mois de juin 1899. Rabah s'approcha avec une armée de 8 000 hommes. Le 14 juillet 1899, Bretonnet dut évacuer Kouno qui fut aussitôt occupé par Rabah. Bretonnet se réfugia dans les rochers de Togbao. Trois jours plus tard, lui et ses hommes furent tués lors de la bataille de Togbao par les partisans de Rabah. Gaourang réussit à s'échapper.  Rabah ordonna l'exécution de Béhagle le 15 octobre 1899. Cet incident rendit la guerre entre la France et Rabah inévitable,
Gentil dirigea alors la campagne contre Rabah. Le 29 octobre 1899, ce dernier fut vaincu à la bataille de Kouno par les forces françaises dirigées par Amédée-François Lamy, ainsi que par l'armée de Gentil et Shehu Sanda Kura de Dikwa, et fut contraint de fuir vers le nord. Gaourang promit de rejoindre Lamy lors d'une attaque sur Kousséri, que les Français voulaient utiliser comme base pour des opérations contre Rabah. La bataille de Kousséri eut lieu le 22 avril 1900 et les Français remportèrent une victoire décisive. Rabah fut tué et sa tête fut exposée dans la ville. Lamy serait également mort des suites des tirs des troupes de Gaourang, selon une version. Si tel est le cas, cela doit être accidentel.  Avec la défaite de Rabah, les Français ont relié leurs possessions coloniales en Afrique de l'Ouest au Congo.

La tête de Rabah en 1900

## Vassal de la France
Après la mort de Rabah, Gaourang fut autorisé à reprendre sa souveraineté sur une partie de son ancien sultanat, bien que les Français aient pris le delta du Chari.  Dans le traité du 22 août 1900, Gaourang fut invité à contribuer aux frais d’occupation. Étant donné que ses terres avaient été réduites à l'état de pauvreté par Rabah et le Rouyaume du Ouaddai, le montant fut fixé à 2 000 chargements de bœuf, soit 132 tonnes. En retour, le gouvernement français s'engageait à le protéger puissamment contre tous ses ennemis, en particulier le Rouyaume du Ouaddaï.  Gaourang conserva une certaine indépendance, mais dut aider les Français dans leurs expéditions militaires.
En 1903, Gaourang fut contraint de signer un traité acceptant de mettre fin à l'esclavage, mais il continua de mener des raids d'esclaves sur la rive gauche du Bahr Ngolo pendant plusieurs années, organisant le transfert discret et rentable d'esclaves de certains chefs du sud,,,.
En 1904, l'administrateur français Henri Gaden rencontra Gaourang à Tchekna (Massenya). Gaden fut d'abord impressionné par la générosité et la fiabilité de Gaourang, même s'il changea d'avis plus d'une fois au cours des années suivantes. Le sultan avait à sa tête une force de 50 gardes équipés de fusils à tir rapide et de 30 cavaliers, principalement employés comme courriers.  En septembre 1904, le sultan offrit à Gaden un jeune léopard en cadeau,.
Gaourang avait vu ses revenus diminuer en raison de la réduction du commerce des esclaves imposée par les Français, qui désapprouvaient également son utilisation d'eunuques destinés à la vente à La Mecque et à Istanbul. Gaden refusa d'accepter des impôts sous forme d'esclaves ou d'argent gagné grâce au commerce des esclaves.  Un accord fut finalement conclu pour payer l'impôt en nature, à un montant par hutte, vache, mouton ou cheval, évitant ainsi le sujet des esclaves.  Fin décembre 1905, Gaourang quitta Tchekna pour Fort Lamy et, début 1906, il signa un nouveau traité interdisant explicitement la levée d'impôts par l'esclavage.  Sa contribution fut réduite à 53 tonnes de viande de bœuf pour approvisionner les garnisons de Tchekna (Masenya), Fort-Bretonnet (Bousso) et Fort de Cointet (Mandjaffa), plus un paiement de 1 240 thalers.  Gaourang apprit que son fils, qui étudiait à Brazzaville, se portait bien,.
En février 1911, le duc Adolphe Frédéric de Mecklembourg rencontre Gaourang au Bagirmi. Gaourang était en route vers le nord pour rendre hommage au colonel Victor Emmanuel Largeau, commandant du territoire militaire du Tchad.  Gaourang est mort en 1918. Il a été remplacé comme mbang par Mahamat Abdelkader.